# Mezinárodní kulturní centrum Pjetër Arbnori
Mezinárodní kulturní centrum Pjetër Arbnori (albánsky Qendra Ndërkombëtare e Kulturës "Pjetër Arbnori") lidově též známé jako Pyramida (albánsky Piramida) je brutalistická budova, která se nachází v centru albánské metropole Tirany.
Bývalé muzeum odkazu Envera Hodžy bylo slavnostně otevřeno v centru města v roce 1988, tedy tři roky po smrti albánského vůdce. Budovu velkolepého muzea navrhli architekti Klement Kolaneci, Pranvera Hoxha, Pirro Vaso a Vladimir Bregu a stála téměř tři a půl milionů tehdejších amerických dolarů. Výstavba samotná trvala 2 roky; na stavbě pracovalo přes 300 dělníků. Často bývá stavba neprávem označována jako mauzoleum; Hodžovy ostatky v ní nikdy umístěny nebyly. Nacházela se zde dvaceti dvou tunová mramorová socha albánského vůdce, kterou navrhl Kristaq Rama.
Po roce 1991, kdy došlo k změně společensko-politického zřízení v zemi, byla stavba opuštěna a od té doby chátrala. Byla využívána jako výstavní a konferenční centrum; občas také poskytla zázemí i různým televizním stanicím. Sloužila jako základna NATO v době války v Kosovu. V roce 2000 byl v parku před budovou umístěn Zvon míru, který byl ulit z nábojnic posbíraných v Albánii a připomínal nepokoje z roku 1997.
Roku 2007 byla vypsána soutěž na přestavbu objektu na divadlo a operu. V minulosti sloužila budova příležitostně jako galerie.[kdy?] V roce 2011 albánští poslanci odhlasovali demolici stavby, která by tak měla ustoupit nové budově albánského parlamentu, roku 2017 však bylo rozhodnuto, že namísto zbourání by měla být budova rekonstruována. O rok později bylo rozhodnuto, že má v stavbě být umístěno IT centrum, které by se zaměřilo na popularizaci programování pro mládež. Pyramida na rozloze 11 835 m² prošla renovací. Uvnitř i vně budovy byly postaveny stavby, ve kterých jsou učebny IT, ateliéry, kavárny a restaurace. Hlavním uživatelem bude nezisková vzdělávací instituce TUMO Tirana. Pyramidu vysokou 21 m. přestavěla nizozemská firma MVRDV. Šikmé stěny, které byly obloženy mramorem, jsou pokryty schody, takže se dá po nich vystoupat až na vrchol. Je zachována jedna šikmá stěna, která slouží jako skluzavka (na vlastní nebezpečí).